# Lion Heart (bài hát)
"Lion Heart" là một bài hát của nhóm nhạc nữ Hàn Quốc Girls' Generation được phát hành vào ngày 18 tháng 8 năm 2015. Bài hát là đĩa đơn thứ hai từ album phòng thu thứ năm Lion Heart của nhóm.

## Bảng xếp hạng
| Bảng xếp hạng (2010)               | Thứ hạng cao nhất |
| ---------------------------------- | ----------------- |
| Hàn Quốc (Gaon)                    | 4                 |
| Japan Hot 100 (Billboard)          | 49                |
| World Digital Songs Mỹ (Billboard) | 3                 |

| Bảng xếp hạng (2010) | Thứ hạng cao nhất |
| -------------------- | ----------------- |
| Hàn Quốc (Gaon)      | 44                |

## Doanh số
| Quốc gia           | Doanh số |
| ------------------ | -------- |
| Hàn Quốc (nhạc số) | 911.721  |

## Giải thưởng và đề cử

### Chương trình âm nhạc
| Chương trình âm nhạc    | Ngày                |
| ----------------------- | ------------------- |
| SBS MTV The Show        | 25 tháng 8 năm 2015 |
| SBS MTV The Show        | 1 tháng 9 năm 2015  |
| SBS MTV The Show        | 8 tháng 9 năm 2015  |
| MBC Music Show Champion | 26 tháng 8 năm 2015 |
| MBC Music Show Champion | 2 tháng 9 năm 2015  |
| MBC Music Show Champion | 9 tháng 9 năm 2015  |
| Mnet M Countdown        | 27 tháng 8 năm 2015 |
| Mnet M Countdown        | 3 tháng 9 năm 2015  |
| Mnet M Countdown        | 10 tháng 9 năm 2015 |
| KBS2 Music Bank         | 28 tháng 8 năm 2015 |
| KBS2 Music Bank         | 4 tháng 9 năm 2015  |
| KBS2 Music Bank         | 11 tháng 9 năm 2015 |
| KBS2 Music Bank         | 18 tháng 9 năm 2015 |
| MBC Show! Music Core    | 29 tháng 8 năm 2015 |
| MBC Show! Music Core    | 5 tháng 9 năm 2015  |
| MBC Show! Music Core    | 12 tháng 9 năm 2015 |
| MBC Show! Music Core    | 19 tháng 9 năm 2015 |
| SBS Inkigayo            | 30 tháng 8 năm 2015 |
| SBS Inkigayo            | 6 tháng 9 năm 2015  |
| SBS Inkigayo            | 13 tháng 9 năm 2015 |

## Lịch sử phát hành
| Quốc gia | Ngày phát hành      | Định dạng              |
| -------- | ------------------- | ---------------------- |
| Hàn Quốc | 21 tháng 8 năm 2015 | Contemporary hit radio |